# Adam Christopher Knuth til Conradsborg
 Der er flere personer med dette navn, se Adam Christopher Knuth.
Adam Christopher lensbaron Knuth (28. maj 1759 i København – 1. juli 1807 i København) var en dansk godsejer, ejer af Gottesgabe m.fl. og bror til Carl Conrad Gustav Knuth.
Han var søn af lensbaron Conrad Ditlev Knuth og Conradine Augusta Reventlow og var kammerjunker og ritmester i Hæren. Han var kun titulær lensbaron, idet baroniet Conradsborg blev solgt på auktion 1797.
Han ægtede 1785 Juliane Marie f. baronesse Brockdorff (11. januar 1763 – 2. april 1802). Blandt deres børn var Hans Schack Knuth.